# フリッツ・マッケンゼン

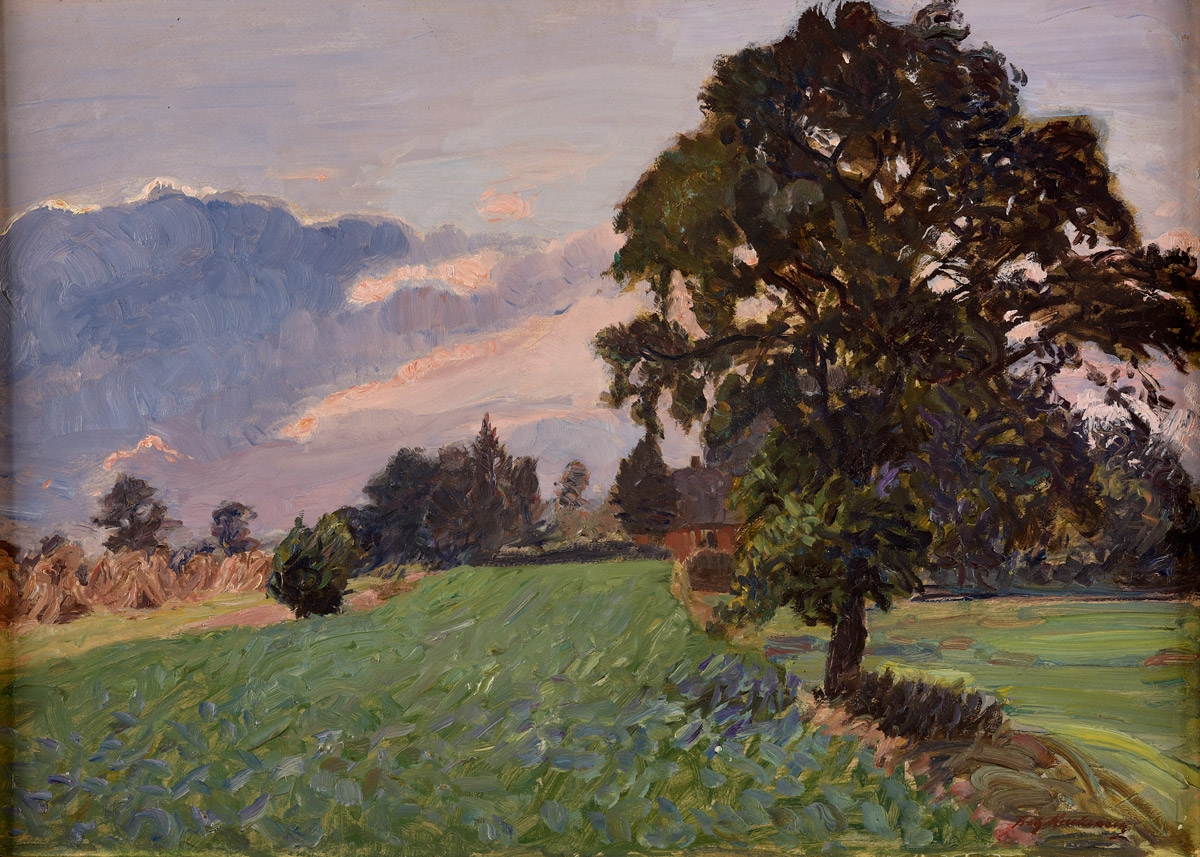
フリッツ・マッケンゼン作、「夏の風景」

フリッツ・マッケンゼン（Fritz Mackensen、1866年4月8日 - 1953年5月12日）は、ドイツの画家。ブラウンシュヴァイク公国クライエンゼン出身。
ヴォルプスヴェーデに住んでいた。

## 略歴
アインベックのグレーネに生まれた。1888年から、ミュンヘン美術学校で、フリードリヒ・アウグスト・フォン・カウルバッハやヴィルヘルム・フォン・ディーツに学んだ。オットー・モーダーゾーンやハンス・アム・エンデとともに、1889年に北ドイツのヴォルプスヴェーデに芸術家村を作った。ヴォルプスヴェーデ時代にはパウラ・モーダーゾーン＝ベッカーを教えた。
1908年にハンス・オルデの後を継いで、ワイマール美術学校の校長となり、1916年までその職にあった。教え子の中には、ゲオルク・ハームス＝リュストリンゲンがいる。1933年から1935年の間はNordische Kunsthochschule（現在のブレーメン美術大学）を指導した。